# Peruviaanse haasmuis
De Peruviaanse haasmuis (Lagidium peruanum) is een wolmuis die voorkomt in de drogere en vaak hoger gelegen delen in Zuid-Amerika. De soort is endemisch in Peru.